# Klęska głodu w Rogu Afryki (2011)

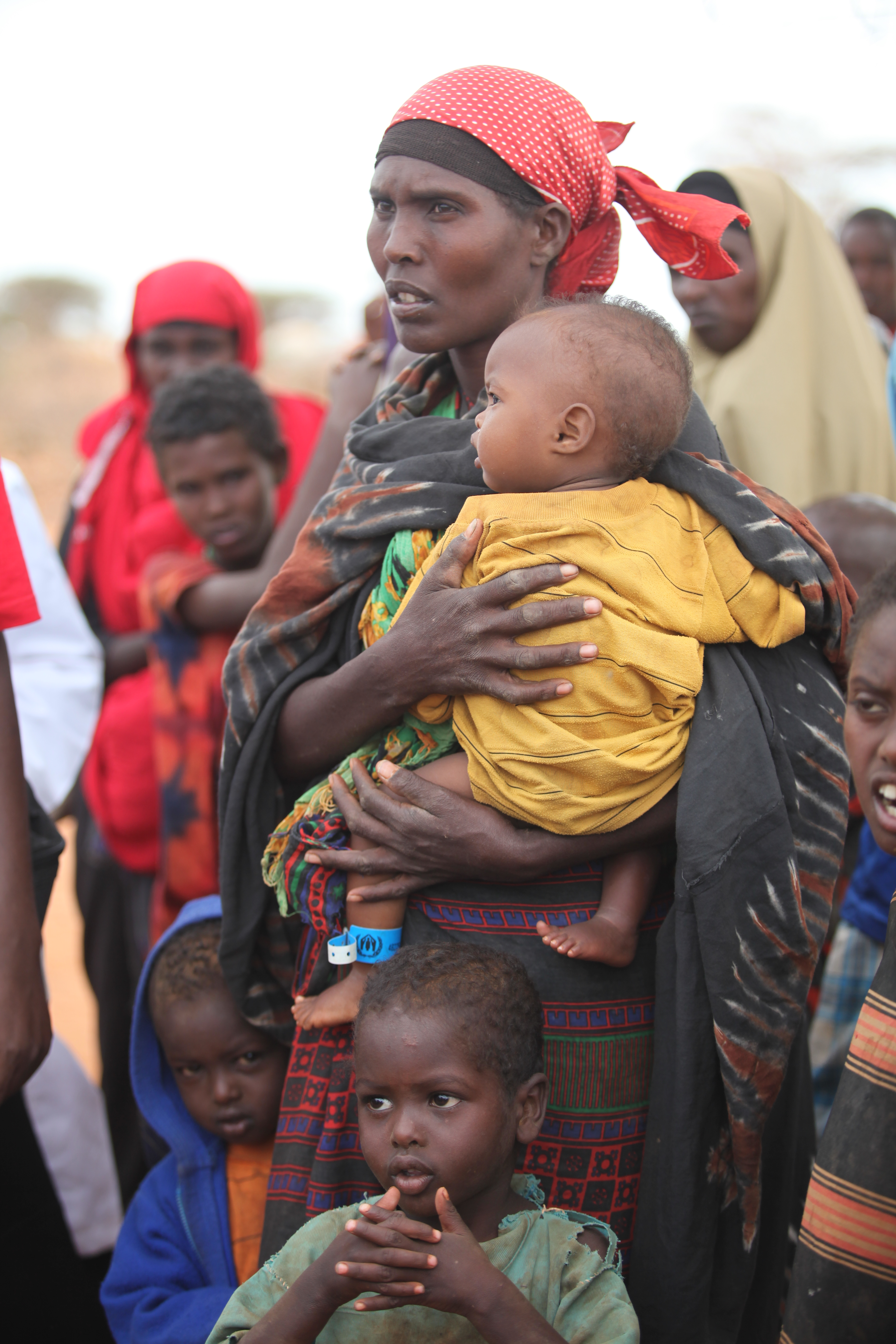
Ludzie czekający na pomoc w obozie w Dadaab

Głód w Rogu Afryki – trwająca latem 2011 roku klęska głodu na Półwyspie Somalijskim, była konsekwencją suszy występującej we wschodniej Afryce. Wielu uchodźców z południowej Somalii uciekło do sąsiadujących Kenii i Etiopii, gdzie z powodu przeludnienia, niedożywienia i niehigienicznych warunków umarło wielu ludzi. Według mediów w wyniku głodu zmarły dziesiątki tysięcy ludzi, z czego większość to dzieci. Do Etiopii przedostało się ponad 135 000 uchodźców, a z Somalii uciekło ich w sumie ponad 860 000.
20 lipca 2011 roku ONZ oficjalnie ogłosiło na tym terenie Afryki klęskę głodu – pierwszy raz od trzydziestu lat. Śmierć groziła 12 milionom ludzi. Wiele państw ogłosiło chęć udzielenia pomocy zagrożonym terenom. Do pomocy włączyły się organizacje pozarządowe, w tym Caritas. Klęska głodu w Somalii według organizacji pomocowych spowodowała śmierć aż 260 tys. ludzi z czego połowę stanowiły dzieci poniżej piątego roku życia.

## Przyczyny

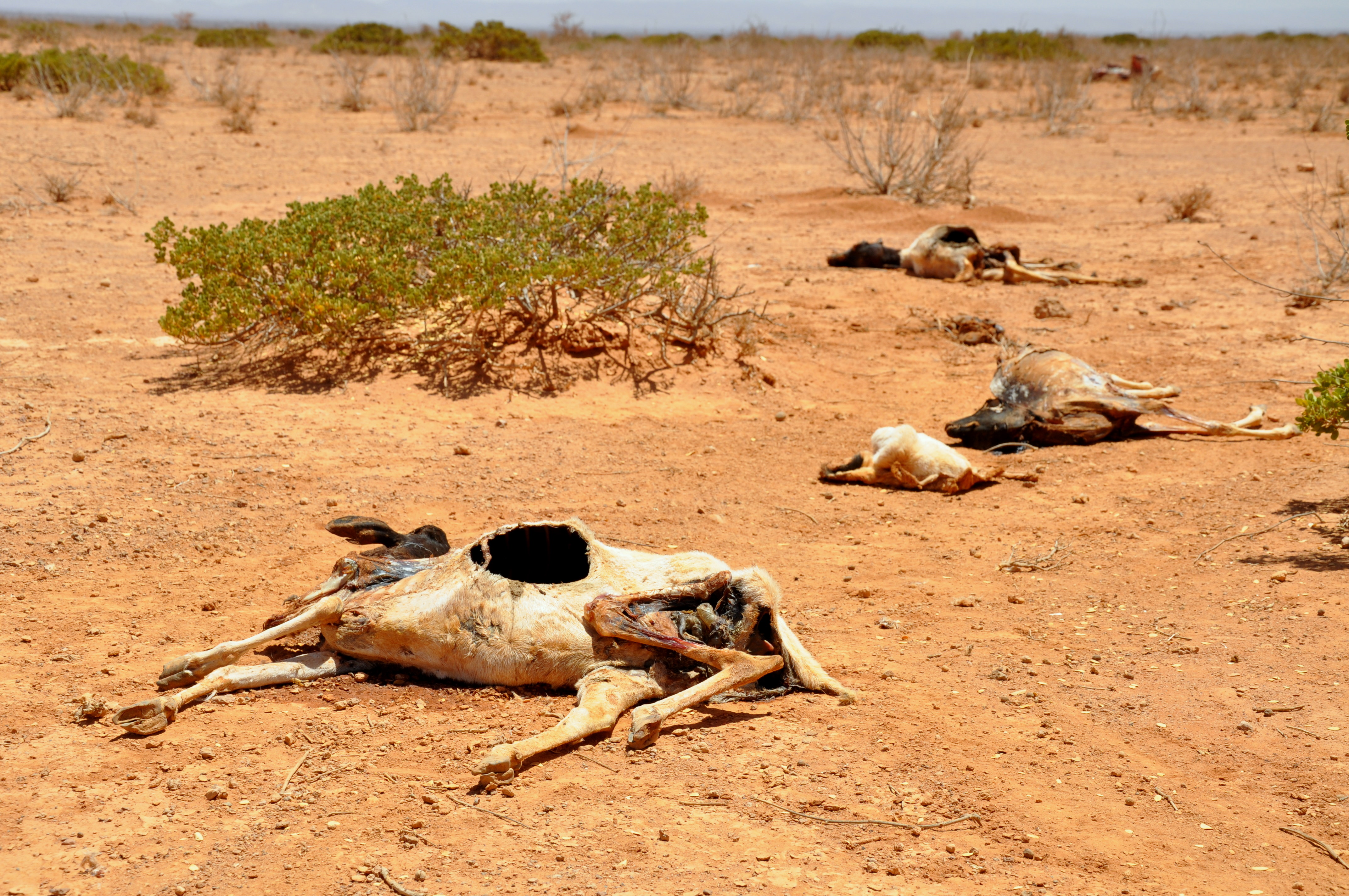
Martwe kozy i owca w trakcie suszy w rejonie Somaliland

Sytuacje pogodowe nad Oceanem Spokojnym, w tym wyjątkowo silna La Niña, przerwały sezonowe deszcze w dwóch okresach z rzędu. Deszcze nie padały w tym roku w Kenii i Etiopii, i przez dwa lata w Somalii. W wielu rejonach opady w ciągu głównego sezonu deszczowego pomiędzy kwietniem i czerwcem wynosiły 30% średniej lat 1995–2010. Brak opadów spowodował nieurodzaj i masową utratę zwierząt hodowlanych, w niektórych rejonach aż 40–60%, co znacznie zmniejszyło produkcję mleka i pogorszyło zbiory. Z tego powodu ceny zbóż wzrosły do rekordowej wielkości, podczas gdy ceny zwierząt hodowlanych spadły, destabilizując sytuację gospodarczą w regionie. Nie przewiduje się opadów deszczu do września. Kryzys wzmaga także rebeliancka działalność islamistycznej organizacji militarnej Asz-Szabab, kontrolującej dużą część południowej Somalii, która utrudnia dostarczanie pomocy poszkodowanym, ze względu na niechęć do zagranicznych organizacji, oskarżanych przez islamistów o szpiegostwo i szerzenie chrześcijaństwa. Grupa ta również nie zgadza się z decyzją ONZ o oficjalnym ogłoszeniu klęski głodu w regionie.

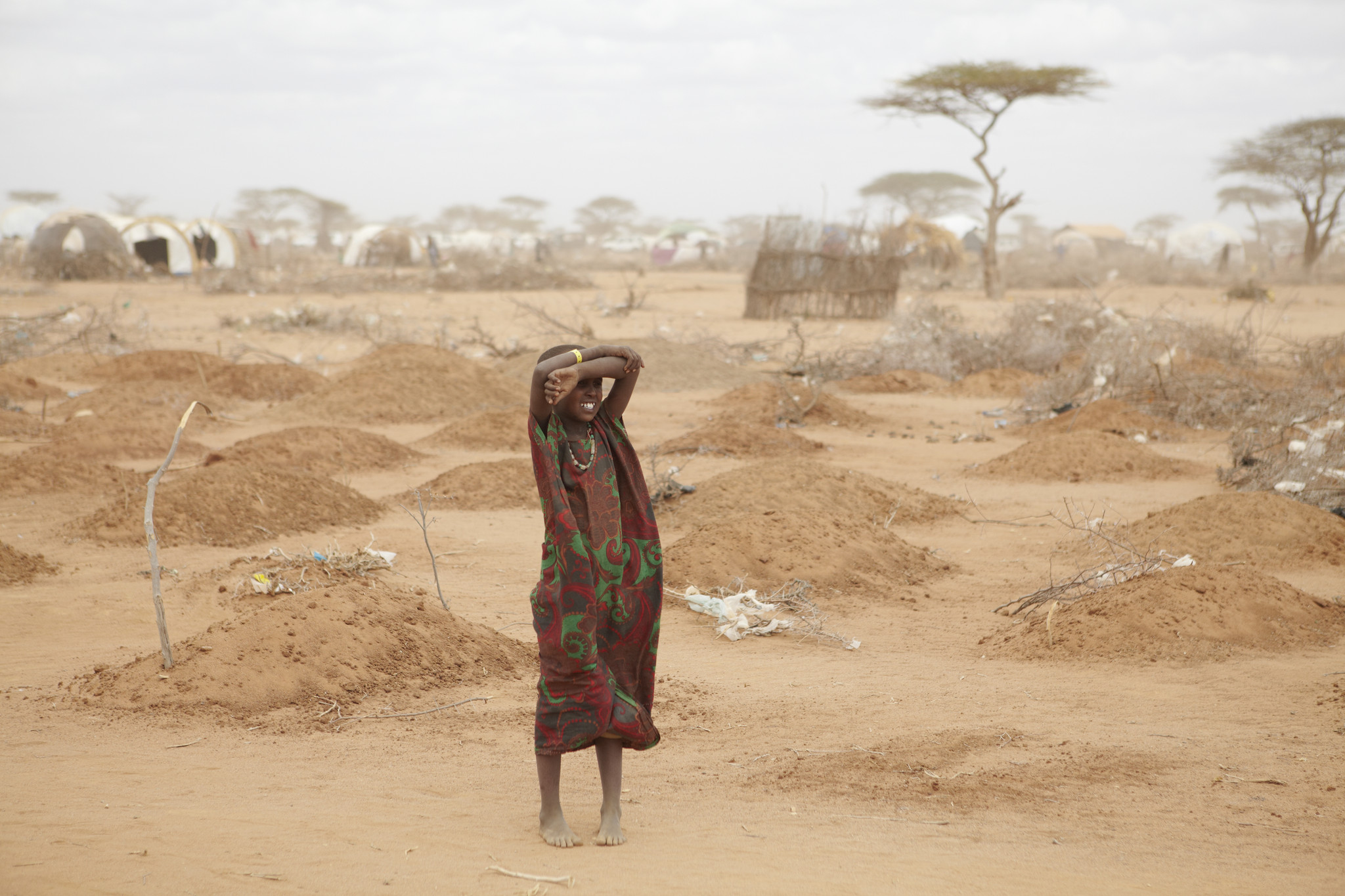
Dziewczyna pośród masowych grobów 70 dzieci

Wiele państw zostało skrytykowanych za nieudolność w udzielaniu pomocy poszkodowanym rejonom. 

Politycy w bogatych krajach często są sceptycznie nastawieni wobec akcji prewencyjnych, ponieważ myślą, że organizacje pomocowe wyolbrzymiają problem. Kraje rozwijające wstydzą się, że nie mogą wyżywić swoich ludzi. (…) te dzieci umierają podczas klęski, której mogliśmy i powinni byliśmy zapobiec.